# Distrito de Bernina
El distrito de Bernina era uno de los once distritos del cantón de los Grisones. Era el noveno distrito por superficie (237,30 kilómetros), y el menos poblado de todos los distritos grisones (4661 hab. en 2006). Nombrado de esta forma por la presencia del Piz Bernina. El 1 de enero de 2017 fue sustituido por la región de Bernina.

## Geografía
Limita al noroeste con el distrito de Maloja, y al norte, este, sur y oeste con la provincia de Sondrio (Italia).

## Historia
La ley sobre la división del cantón de los Grisones de 1851 crea el distrito de Bernina y lo convierte en una circunscripción jurídico-civil. Su jurisdicción se confunde con el territorio del Val Poschiavo, al sur del Paso de la Bernina. El tribunal es la primera instancia civil. El distrito, italófono, reúne los círculos de Poschiavo y de Brusio, que remplazan la jurisdicción de Poschiavo (1951).

## Comunas por círculo
| Círculo de Brusio | Círculo de Brusio      | Círculo de Brusio |
| Comunas           | Población (31.12.2014) | Superficie km²    |
| ----------------- | ---------------------- | ----------------- |
| Brusio            | 1130                   | 46,29             |

| Círculo de Poschiavo | Círculo de Poschiavo   | Círculo de Poschiavo |
| Comunas              | Población (31.12.2014) | Superficie km²       |
| -------------------- | ---------------------- | -------------------- |
| Poschiavo            | 3522                   | 191,01               |